# Dolicheremaeus dorni
Dolicheremaeus dorni är en kvalsterart som först beskrevs av Balogh 1937.  Dolicheremaeus dorni ingår i släktet Dolicheremaeus och familjen Tetracondylidae. Inga underarter finns listade i Catalogue of Life.